# Matang Seuke Pulot
Matang Seuke Pulot is een bestuurslaag in het regentschap Aceh Utara van de provincie Atjeh, Indonesië. Matang Seuke Pulot telt 380 inwoners (volkstelling 2010).